# Acosmium
Acosmium é um género botânico pertencente à família Fabaceae.
As espécie do gêneo são nativas da América do Sul.

## Espécies
| Acosmium cardenasii Acosmium diffusissimum Acosmium lentiscifolium |